# Турло Ганна Сергіївна
Турло Ганна Сергіївна (нар. 9 березня 1992, Київ) — українська режисерка та культурна діячка.

## Життєпис
Народилася 9 березня 1992 року у Києві. Закінчила Національний авіаційний університет та Інститут туризму Федерації профспілок України. Лише згодом вступила до Київського національного університету театру, кіно і телебачення ім. Івана Карпенка-Карого.
Дипломною роботою на сцені Малого театру стала експериментальна вистава у темряві — «Точка зору», в якій було використано два однойменні нариси «Сліпець» Лесі Українки та Ольги Кобилянської. На думку критика Юрія Володарського, «Точка зору» належить до найкращих вистав 2019 року, вона потрапила до театрального рейтингу «Київський рахунок-2020», а режисерку було номіновано на «Київську пектораль» за «Кращий режисерський дебют». «Спектакль, який не дивляться», є однією з трьох схожих за концепцією вистав в Україні, а робота режисерки здобула схвальні відгуки.
2020 року у Малому театрі здійснює інсценізацію п'єси Пйотра Ровіцького, виставу названо «Казка про пса, який зірвався з ланцюга», та через пандемію COVID-19 її показ було перенесено.
Провадила адміністративну роботу у Національному бюро програми «Креативна Європа», Українському культурному фонді, працює помічницею директора-художнього керівника у київському Малому театрі. Водночас долучається до театральних проєктів та фестивалів, серед яких ГогольFest, Тиждень актуальної п'єси, «Книжка на сцені» та інші.

## Режисерські роботи
Український малий драматичний театр
- 2019, 26 квітня — «Точка зору» за мотивами нарисів Ольги Кобилянської та Лесі Українки[10]

Київський академічний театр «Золоті ворота»
- 2020, 17 грудня — «Таргани» за п'єсою «Полювання на Тарганів» Януша Гловацького[19]
- 2023, 17 лютого — «Крихітка Цахес» Марини Смілянець за мотивами повісті «Крихітка Цахес на прізвисько Цинобер»[20]

Перформативні читання
- 2017 — «ГогольFest» (м. Київ) — «Прутик» Маліни Пшеслюґи
- 2018 — «Тиждень актуальної п'єси» (м. Київ) — «Комета над лісом» Ольги Мацюпи
- 2019 — «Велика читанка» (м. Київ) — «„Казка про пса, який зірвався з ланцюга“» Пйотра Ровіцького[21]
- 2019 — «Startup ГогольFest» (м. Маріуполь):
  - «Казка про пса, який зірвався з ланцюга» Пйотра Ровіцького
  - «Вольф» Анни Андраки
- 2019 — «Тиждень актуальної п'єси» (м. Київ) — «Воїн з ботанічного саду» Костянтина Капошиліна
- 2020 — «Книжка на сцені» (м. Київ) — «Книжконюх» Тьєррі Дебру[22]